# Halldór Laxness

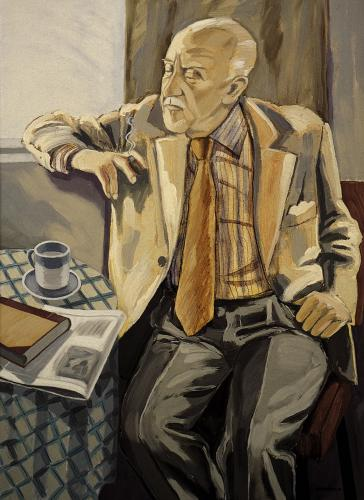
Halldór Laxness.

Halldór Kiljan Laxness /ˈhaltour ˈcʰɪljan ˈlaxsnɛs/ (nacido Halldór Guðjónsson; Reikiavik, Islandia; 23 de abril de 1902-Mosfellsbær, 8 de febrero de 1998) fue un escritor, poeta y ensayista islandés, ganador del Premio Nobel de Literatura en 1955.

## Biografía
Fue el mayor de los tres hijos del matrimonio formado por Guðjón Helgi Helgason (23 de octubre de 1870-19 de junio de 1919) y Sigríður Halldórsdóttir (27 de octubre de 1872-17 de septiembre de 1951). Sus hermanas fueron Sigríður (28 de abril de 1909-18 de agosto de 1966) y Helga (5 de mayo de 1912-15 de enero de 1992).
Se trasladó en 1905 a la granja de Laxnes en Mosfellsbær, un área rural al norte de la capital islandesa. Pronto empezó a leer libros y escribir historias. Con 14 años publicó un artículo en el diario Morgunblaðið. Su primer libro, la novela Börn náttúrunnar (Hijos de la naturaleza), fue escrito a los 17 años. Viajó mucho, vivió en Europa tras la Primera Guerra Mundial, visitó Rusia en su periodo estalinista, Estados Unidos justo antes de la Gran Depresión e India bajo Nehru.

### Catolicismo y desarrollo
En 1922, se unió a la abadía de San Mauricio en Clervaux (Luxemburgo), cuyos monjes seguían las reglas de San Benito de Nursia. Laxness se bautizó y confirmó en la Iglesia católica en 1923. Fue entonces cuando adoptó el apellido de Laxness y añadió el nombre de Kiljan (por el mártir irlandés san Kilian).
Entre los muros de la abadía practicaba el estudio personal, leía libros y estudiaba francés, latín, teología y filosofía. Mientras estuvo allí, escribió la historia Undir Helgahnjúk, publicada en 1924. Poco después de su bautizo, se hizo miembro de un grupo que predicaba por la conversión de los países nórdicos. Pero su religiosidad no duró mucho. Durante una visita a Estados Unidos, se sintió atraído por el socialismo. En parte por la influencia de Upton Sinclair, de quien se hizo amigo en California, Laxness se subió al carro socialista, escribiendo ensayos burlescos y satíricos sobre sus impresiones en viajes por Rusia, Europa y Sudamérica. Fue a Islandia, Canadá y California (1927-1930) para fortalecerse en la idea del comunismo.

## Trayectoria
Entre 1927 y 1929, Laxness residió en los Estados Unidos tratando de ganarse la vida como guionista. El crack de Wall Street lo impresionó profundamente. Sobre ese período de su carrera dirá años más tarde: “no me hice socialista por leer libros sino por ver a los desempleados morirse de hambre en los parques”. Se declaró ateo y simpatizante de la Unión Soviética y se dedicó a la crítica de la sociedad norteamericana.
En los años 1930, se convirtió en el «apóstol de la nueva generación» y atacaba fuertemente a Einar Hjörleifsson Kvaran, un escritor influyente que también estaba siendo considerado para el Premio Nobel. La desmoralización del periodo de ocupación nunca se describió tan dramáticamente como Halldór Laxness en La estación atómica (1948), donde se describe una sociedad de postguerra en Reikiavik completamente trastornada por la avalancha de oro extranjero. En 1968 publicó la novela Bajo el glaciar, que se desarrolla en el glaciar de Snæfellsjökull. 
Durante su carrera escribió poesía, artículos periodísticos, obras de teatro, literatura de viajes, historias cortas y quince novelas. Las mayores influencias en su literatura incluyen a Freud, Nietzsche, Strindberg y Proust. 

## Premios
En 1955, ganó el premio Nobel de literatura por su «poder vívido y épico que ha renovado la gran narrativa islandesa».
En 1969, la Universidad de Copenhague le concedió el Premio Sonning.

## Vida adulta
Se mudó a Estados Unidos e intentó hacer películas. Volvió a Islandia en 1945 y se estableció en Gljúfrasteinn, Mosfellsdalur, hasta su muerte. Su casa en Gljúfrasteinn es ahora un museo operado por el gobierno islandés.
Se casó dos veces y tuvo cuatro hijos. Murió en 1998 a la edad de noventa y cinco años.

## Trabajos sobre Laxness
Una biografía de Laxness por Halldór Guðmundsson ganó el premio literario islandés por el mejor trabajo de no ficción en 2004. En 2005 el Teatro Nacional de Islandia premió la obra Halldór en Hollywood de Ólafur Haukur Símonarson, que trata sobre los años que Laxness pasó en Estados Unidos. Hannes Hólmsteinn Gissurarson escribió una polémica biografía por la que la familia de Laxness lo ha denunciado.

## Obras
- 1919: Börn náttúrunnar, novela[6]
- 1923: Nokkrar sögur, cuentos
- 1924: Undir Helgahnúk, novela
- 1925: Kaþólsk viðhorf, ensayo
- 1927: Vefarinn mikli frá Kasmír, novela[6]
- 1929: Alþýðubókin, crónicas
- 1930: Kvæðakver, poemas
- 1931: Salka Valka (Parte I) - Þú vínviður hreini, novela
- 1932: Salka Valka (Parte II) - Fuglinnn í fjörunni, novela
- 1933: Fótatak manna, cuentos
- 1933: Í Austurvegi,
- 1934: Straumrof, teatro
- 1934: Sjálfstætt fólk (Parte I), Gente independiente - Landnámsmaður Íslands, novela
- 1935: Sjálfstætt fólk (Parte II) - Erfiðir tímar, novela
- 1935: Þórður gamli halti, cuentos
- 1937: Dagleið á fjöllum, crónicas
- 1937: Heimsljós (Parte I) - Ljós heimsins (más tarde: Kraftbirtíngarhljómur guðdómsins), novela[6]
- 1938: Gerska æfintýrið,
- 1938: Heimsljós (Parte II) - Höll sumarlandsins, novela[6]
- 1939: Heimsljós (Parte III) - Hús skáldsins, novela[6]
- 1940: Heimsljós (Parte IV) - Fegurð himinsins, novela[6]
- 1942: Vettvángur dagsins, crónicas
- 1942: Sjö töframenn, cuentos (ver Þættir)
- 1943: Íslandsklukkan (Parte I) La campana de Islandia o Campanas de Islandia - Íslandsklukkan, novela[6]
- 1944: Íslandsklukkan (Parte II) - Hið ljósa man, novela[6]
- 1946: Íslandsklukkan (Parte III) - Eldur í Kaupinhafn, novela[6]
- 1946: Sjálfsagðir hlutir, ensayos
- 1948: Atómstöðin, La base atómica - novela
- 1950: Reisubókarkorn, crónicas
- 1950: Snæfríður Íslandssól, teatro (de Íslandsklukkan)
- 1952: Gerpla, novela
- 1952: Heiman eg fór, novela
- 1954: Silfurtúnglið, teatro
- 1954: Þættir, collected cuentos
- 1955: Dagur í senn, crónicas
- 1957: Brekkukotsannáll, El concierto de los peces - novela
- 1959: Gjörníngabók, crónicas
- 1960: Paradísarheimt, Paraíso reclamado - novela[6]
- 1961: Strompleikurinn, teatro
- 1962: Prjónastofan Sólin, teatro
- 1963: Skáldatími, crónicas
- 1964: Sjöstafakverið, cuentos
- 1965: Upphaf mannúðarstefnu, crónicas
- 1966: Dúfnaveislan, pteatro
- 1967: Íslendíngaspjall, crónicas
- 1968: Kristnihald undir Jökli, Bajo el glaciar, novela
- 1969: Vínlandspúnktar, crónicas
- 1970: Innansveitarkronika, rnovela
- 1970: Úa, teatro (de Kristnihald undir Jökli)
- 1971: Yfirskygðir staðir, crónicas
- 1972: Guðsgjafaþula, novela
- 1972: Norðanstúlkan, teatro (de Atómstöðin)
- 1974: Þjóðhátíðarrolla, crónicas
- 1975: Í túninu heima, memorias I[6]
- 1976: Úngur eg var, memorias III
- 1977: Seiseijú, mikil ósköp, crónicas
- 1978: Sjömeistarasagan, memorias II
- 1980: Grikklandsárið, memorias IV
- 1981: Við heygarðshornið, crónicas
- 1984: Og árin líða, crónicas
- 1986: Af menníngarástandi, crónicas
- 1987: Dagar hjá múnkum, memorias
- 1987: Sagan af brauðinu dýra, cuento
- 1992: Jón í Brauðhúsum, cuento
- 1992: Skáldsnilld Laxness
- 1996: Fugl á garðstaurnum og fleiri smásögur, cuentos
- 1997: Únglíngurinn í skóginum, poema
- 1998: Perlur í skáldskap Laxness
- 1999: Úngfrúin góða og Húsið, cuento
- 2000: Smásögur, cuentos
- 2001: Gullkorn úr greinum Laxness
- 2001: Kórvilla á Vestfjörðum og fleiri sögur, cuentos.
- 2001: Laxness um land og Þjóð